# Ian Siegal
Ian Siegal született Ian Berry  (?, 1971) brit blues-énekes és gitáros. Zenéje a ma élő blues-zenészek között sok kritikus szerint a leghűbb lenyomata olyan zenészek örökségének, mint Howlin’ Wolf, Muddy Waters, Bo Diddley, Son House, Junior Kimbrough, de legfőképpen Tom Waits, akinek nagy tisztelője.

## Pályafutása
Hosszú ideig az angol blues élet aktív tagja volt, néhány éve pedig elindult, hogy nevet szerezzen magának leginkább Európa más országaiban is, főleg 2007-es albuma, a Swagger és előzménye, a szakma által is sokat méltatott Meat & Potatoes óta. Ezeken a felvételeken szerepel Matt Schofield gitáros is, és számtalan dicséretet kaptak a zenei lapoktól, például egy bejegyzést a Penguin Book of Blues Recordings c. kiadványban.
Magyarországon is gyakran koncertezik, legtöbbet a Braindogs nevű formációval. A zajlik.hu így ír a zenekarról: „A rekedtes hangú énekeslegenda, Tom Waits születésnapját megünnepelendő, a mester tisztelőiből állt össze pár éve a Braindogs. A nemzetközi együttesben olyan régi ismerőseink játszanak, mint az osztrák Ripoff Raskolnikov, az angol blues-énekes, Ian Siegal, a magyarok képviseletében Kiss Tibor és Varga Líviusz a Quimbyből, Laca és Frenk a Hiperkarmából, és Nagy Szabi a Hobóból.”
A Paksi Gasztróblues Fesztiválok gyakori szereplője.

## Fordítás
Ez a szócikk részben vagy egészben  az   Ian Siegal című angol Wikipédia-szócikk fordításán alapul.  Az eredeti cikk szerkesztőit annak laptörténete sorolja fel. Ez a jelzés csupán a megfogalmazás eredetét és a szerzői jogokat jelzi, nem szolgál a cikkben szereplő információk forrásmegjelöléseként.